# 中国摄影
《中国摄影》创刊于1957年，是中国大陆文学艺术类月刊，发表摄影艺术方面的理论研究文章及摄影作品，是摄影专业刊物，中文核心期刊。刊物由中国文学艺术界联合会主管，中国摄影家协会主办，编辑部位于北京市。

## 历史
创刊时《中国摄影》是季刊，1959年时改为双月刊，1966年停刊，1974年复刊。2004年杂志扩版到180页。除了现有的杂志、互联网新媒体以外，杂志编辑部每年策划组织数十个大型摄影展、学术论坛等活动。